# Gustave Joseph Biot
Gustave Joseph Biot, född 1833 och död 1905, var en belgisk målare och kopparstickare.
Biot väckte redan som sextonåring uppseende med ett stick efter Tizians porträtt av hertigen av Alba och medverkade senare i det av Lorenzo Bartolini med flera utgivna koppasticksverket över Florens gallerier. Biots stick efter andra mästare, till exempel Rafael, Correggio, Alexandre Cabanel, Jaroslav Čermák, utmärktes vanligen av en mjukhet i återgivningen. Ibland använde Biot för sina egna kompositioner ett mer förenklat manér.